# ستيف شو (تنس)
ستيف شو (بالإنجليزية: Steve Shaw)‏ مواليد 1963 في ميدلسكس، إنجلترا، هو لاعب كرة مضرب بريطاني سابق وكان يلعب باليد اليمنى. أعلى تصنيف له في الفردي كان المركز الـ 88 في سنة 1985. أعلى تصنيف له في الزوجي كان المركز الـ 139 في سنة 1986.

## النهائيات

### الفردي: (1)
| الرقم | السنة | الدورة           | الأرضية | المنافس في النهائي | النتيجة في النهائي |
| ----- | ----- | ---------------- | ------- | ------------------ | ------------------ |
| 1.    | 1984  | سالونيك، اليونان | ترابية  | ستيفان سفينسون     | 6–2, 6–4           |

### الزوجي: (1)
| الرقم | السنة | الدورة           | الأرضية | الشريك       | المنافس في النهائي                    | النتيجة في النهائي |
| ----- | ----- | ---------------- | ------- | ------------ | ------------------------------------- | ------------------ |
| 1.    | 1984  | سالونيك، اليونان | ترابية  | جيريمي بايتس | جورج كالوفلونيس سلوبودان جيفوجينوفيتش | 6–2, 6–4           |

## روابط خارجية
- ستيف شو على موقع رابطة محترفي التنس (الإنجليزية)
- ستيف شو على موقع الاتحاد الدولي لكرة المضرب (الإنجليزية)
- ستيف شو على موقع كأس ديفيز (الإنجليزية)
- ستيف شو على موقع خلاصة التنس.كوم (الإنجليزية)